# Suzzara Sport Club
L'Associazione Sportiva Dilettantistica Suzzara Sport Club, meglio nota come Suzzara,  è una società calcistica italiana con sede nella città di Suzzara, in provincia di Mantova. Milita in Prima Categoria, settima divisione del campionato italiano.
Disputa le gare interne al campo sportivo comunale intitolato a Italo Allodi.

## Storia
La squadra, fondata nel 1919 con denominazione di Suzzara Fooball Club, nel corso della sua storia ha preso parte perlopiù a campionati regionali; negli anni 1940 disputò due campionati di Serie B dell'Alta Italia, ottenendo il miglior risultato di sempre durante il torneo misto di Serie B-C Alta Italia 1945-1946, che concluse al quinto posto nel suo girone, sfiorando l'ammissione agli spareggi per la promozione in Serie A.
Dopo un lungo declino la squadra rivisse un nuovo momento favorevole a cavallo tra gli anni 1980 e 1990, quando fece ritorno tra i professionisti disputando sette campionati consecutivi in Serie C2 dalla stagione 1986-1987 a quella 1992-1993. Nel corso di quest'ultima, travolta da problemi economici causati dalle malefatte del gruppo dirigenziale (che avrebbero portato anche a strascichi giudiziari), la società venne dichiarata fallita ultimando a stento il campionato, che si concluse con una netta retrocessione tra i dilettanti al penultimo posto.

Una formazione suzzarese della stagione 1986-1987, durante il secondo periodo di militanza tra i professionisti.

Il sodalizio bianconero cambiò denominazione in Suzzara Calcio 2000 rimanendo attivo inizialmente con la sola squadra degli "Allievi Provinciali", per poi da questa ripartire. Il 15 giugno 2008, avendo battuto nell'ultimo turno dei play-off nazionali di Eccellenza per 1-0 la Manzanese, è stata promossa in Serie D. Nella stagione 2008-09 dopo un promettente avvio di campionato, causa cessioni dei migliori giocatori si è piazzato 15º ed è stato costretto a cercare la salvezza ai play-out: a causa del peggior piazzamento in classifica è stato retrocesso in Eccellenza dopo 2 pareggi 0-0 e 1-1 con la Virtus Castelfranco il 14 giugno 2009.
Nella stagione 2009-2010 il Suzzara, che si era inizialmente iscritto all'Eccellenza Lombarda, non parteciperà a nessun campionato, causa il fallimento della società e la mancanza di un presidente; in data 6 agosto 2009 ha comunicato al Comitato Regionale Lombardia la propria rinuncia all'Eccellenza, e per questo motivo è stata ammessa al suo posto la Rudianese. Quindi dopo un anno di inattività si è formata una nuova società iscritta al campionato di Terza Categoria, campionato terminato con la promozione in Seconda, dopo aver vinto il play-off contro la Poggese.
Dal 2011-2012 la squadra partecipa al campionato di Seconda Categoria. Nell'annata 2014-15 conquista anche il 4º turno dei play-off regionali, qualificandosi per la Prima Categoria. Dopo diverse stagioni in Prima Categoria la società si fonde con il Casalromano, acquisendo la possibilità di partecipare nuovamente a campionati di livello maggiore. La nuova società viene rinominata Suzzara Sport Club.

## Palmarès

### Competizioni interregionali
- Campionato Interregionale: 1

1985-1986 (girone D)

### Competizioni regionali
- Prima Divisione: 1

1939-1940 (girone B)
- Promozione: 5

1970-1971 (girone B), 1972-1973 (girone B), 1980-1981 (girone C), 1983-1984 (girone C), 2001-2002 (girone F)
- Prima Categoria: 1

1995-1996
- Seconda Categoria: 2

1966-1967, 1994-1995
- Campionato italiano di terza divisione: 1

1924-1925 (girone A)